# Net2Display

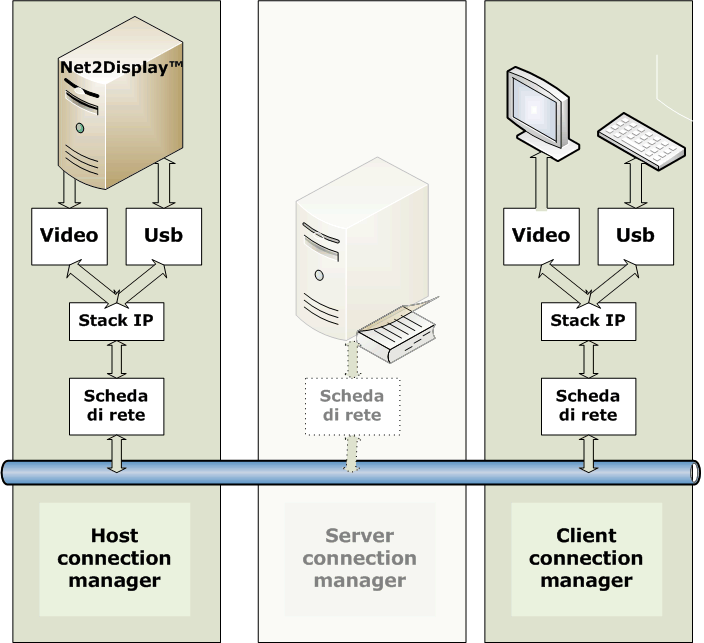
Schema a blocchi di funzionamento Net2Display

Lo standard proposto Net2Display della Video Electronics Standards Association (VESA) è stato ideato per remotizzare i display e i dispositivi di I/O USB con velocità di risposta, prestazioni e capacità di riprodurre video in movimento paragonabili a quelle di un PC locale.
Questo standard permetterà ai display client di connettersi, su una rete wired o wireless, a computer collocati sia centralmente (in ambiente lavorativo o domestico) che remotizzati, ad esempio, in un'azienda di servizi.

## Introduzione
L'obiettivo del Net2Display standard task group della Video Electronics Standards Association è di creare uno standard che permetta ad un computer di inviare le immagini del display su un canale dati ad alta velocità che colleghi il computer e il client video.
Lo standard non deve dipendere dal tipo di collegamento fisico impiegato.
Le interfacce più comuni saranno Ethernet, IEEE 1394, USB ma si potrà utilizzarne anche altre.
Il protocollo standard Net2Display dovrà essere progettato per operare al livello più primitivo possibile e dovrà fornire i servizi necessari a remotizzare i dispositivi di I/O come, ad esempio, tastiera, mouse, audio e supporti di memorizzazione.
Per ciò che riguarda i display remoti, questi dovranno poter emulare nel modo più fedele possibile i display locali.
Lo standard Net2Display, che si sta sviluppando, si propone di superare gli attuali limiti delle attuali soluzioni di remotizzazione per permettere funzioni elevate ed un basso costo di sviluppo grazie alla standardizzazione e unificazione delle procedure.

## Stato attuale
Attualmente esistono diverse modalità per remotizzare il display sulla rete, fra queste troviamo Microsoft Remote Desktop Protocol (RDP), Citrix MetaFrame (ICA), VNC, Sun Ray e X. 
Sebbene ciascuna di queste modalità siano capaci di remotizzare il display sulla rete, ciascuna ha delle specifiche carenze e, nel complesso, la stessa molteplicità di protocollo crea seri problemi.
Tutte queste modalità hanno delle grosse limitazione nella visualizzazione di filmati, nel supporto della latenza dei collegamenti geografici e nel fornire una risposta di controllo paragonabile a quella dei PC per le ricche interfacce grafiche dei moderni sistemi operativi.

## Documenti esterni
- (EN) Consorzio VESA - Video Electronics Standards Association, su vesa.org.
- (EN) Documento PDF dal Network Computing Laboratory (NCL) del Dipartimento di Informatica della Columbia University (PDF), su ncl.cs.columbia.edu. URL consultato il 15 maggio 2008 (archiviato dall'url originale il 13 giugno 2007).